# John Fitch (Rennfahrer)
John Cooper Fitch (* 4. August 1917 in Indianapolis, Indiana; † 31. Oktober 2012 in Lime Rock, Litchfield County, Connecticut) war ein US-amerikanischer Autorennfahrer.

## Leben
Fitch war der Sohn einer vermögenden US-amerikanischen Familie. Am Zweiten Weltkrieg nahm er als Kampfpilot der United States Army Air Forces teil.
1949 begann Fitch mit dem Motorsport. Er hatte sich längst einen Namen in der SCCA-Sportwagenserie gemacht, als er 1951 sein erstes Rennen außerhalb der USA fuhr. Auf einem Allard-Cadillac gewann er den Peron-Grand-Prix in Buenos Aires. Dieser Erfolg brachte ihm einen Vertrag beim Rennfahrer und Rennstallbesitzer Briggs Cunningham ein. Cunningham, ein reicher Unternehmer, der Ende der 1940er-Jahre ein Rennteam aufgebaut hatte, versuchte mit einigem finanziellen Aufwand die 24 Stunden von Le Mans zu gewinnen. 1953 erreichte Fitch in Le Mans mit Phil Walters als Partner den dritten Gesamtrang. Das Fahrzeug war ein Cunningham C5-R. Im selben Jahr gewann er, wieder mit Walters als Partner, die 12 Stunden von Sebring. 1953 fuhr Fitch auch den ersten seiner zwei Formel-1-Grand-Prix. Beim Großen Preis von Italien in Monza pilotierte er einen Werks-HWM, musste das Rennen nach einem Motorschaden aber frühzeitig aufgeben.
Schon 1952 hatte Fitch einen Mercedes-Benz 300 SL getestet und 1955 unterbreitete ihm Alfred Neubauer einen Werksvertrag. Fitch wurde Ersatzpilot für die Formel-1-Fahrer, kam aber dort nie zum Einsatz. In Le Mans war er Copilot von Pierre Levegh und damit indirekt an der größten Katastrophe des Motorsports beteiligt. Vor dem Rückzug der Stuttgarter aus der internationalen Motorsportszene gewann er mit Stirling Moss das Sportwagenrennen in Dundrod. Für das Privatteam von Moss bestritt er mit dessen Maserati 250F auch den Großen Preis von Italien 1955 und wurde mit vier Runden Rückstand auf den Sieger Juan Manuel Fangio Neunter.
1956 kehrte Fitch in die USA zurück und wurde Werksfahrer bei Chevrolet. Da die Werkseinsätze des US-Autokonzerns beschränkt waren, wurde es ruhig um den Amerikaner, allerdings war er bis 1964 jedes Jahr bei den 12 Stunden von Sebring am Start. Nach dem Ende seiner aktiven Karriere arbeitete Fitch im Management von Rennstreckenbetreibern und setzte sich für die Verbesserung der Sicherheit im Automobilrennsport ein.

## Statistik

### Statistik in der Automobil-Weltmeisterschaft

#### Gesamtübersicht
| Saison | Team               | Chassis       | Motor           | Rennen | Siege | Zweiter | Dritter | Poles | schn. Rennrunden | Punkte | WM-Pos. |
| ------ | ------------------ | ------------- | --------------- | ------ | ----- | ------- | ------- | ----- | ---------------- | ------ | ------- |
| 1953   | HW Motors          | HWM 53        | Alta 2.5 L4     | 1      | −     | −       | −       | −     | −                | −      | NC      |
| 1955   | Stirling Moss Ltd. | Maserati 250F | Maserati 2.5 L6 | 1      | −     | −       | −       | −     | −                | −      | NC      |
| Gesamt | Gesamt             | Gesamt        | Gesamt          | 2      | −     | −       | −       | −     | −                | −      |         |

#### Einzelergebnisse
| Saison | 1 | 2 | 3 | 4 | 5 | 6 | 7 | 8   | 9 |
| ------ | - | - | - | - | - | - | - | --- | - |
| 1953   |   |   |   |   |   |   |   |     |   |
|        |   |   |   |   |   |   |   | DNF |   |
| 1955   |   |   |   |   |   |   |   |     |   |
|        |   |   |   |   |   | 9 |   |     |   |

| Legende  | Legende            | Legende                                                          |
| Farbe    | Abkürzung          | Bedeutung                                                        |
| -------- | ------------------ | ---------------------------------------------------------------- |
| Gold     | –                  | Sieg                                                             |
| Silber   | –                  | 2. Platz                                                         |
| Bronze   | –                  | 3. Platz                                                         |
| Grün     | –                  | Platzierung in den Punkten                                       |
| Blau     | –                  | Klassifiziert außerhalb der Punkteränge                          |
| Violett  | DNF                | Rennen nicht beendet (did not finish)                            |
| Violett  | NC                 | nicht klassifiziert (not classified)                             |
| Rot      | DNQ                | nicht qualifiziert (did not qualify)                             |
| Rot      | DNPQ               | in Vorqualifikation gescheitert (did not pre-qualify)            |
| Schwarz  | DSQ                | disqualifiziert (disqualified)                                   |
| Weiß     | DNS                | nicht am Start (did not start)                                   |
| Weiß     | WD                 | zurückgezogen (withdrawn)                                        |
| Hellblau | PO                 | nur am Training teilgenommen (practiced only)                    |
| Hellblau | TD                 | Freitags-Testfahrer (test driver)                                |
| ohne     | DNP                | nicht am Training teilgenommen (did not practice)                |
| ohne     | INJ                | verletzt oder krank (injured)                                    |
| ohne     | EX                 | ausgeschlossen (excluded)                                        |
| ohne     | DNA                | nicht erschienen (did not arrive)                                |
| ohne     | C                  | Rennen abgesagt (cancelled)                                      |
| ohne     | keine WM-Teilnahme |                                                                  |
| sonstige | P/fett             | Pole-Position                                                    |
| sonstige | 1/2/3/4/5/6/7/8    | Punktplatzierung im Sprint-/Qualifikationsrennen                 |
| sonstige | SR/kursiv          | Schnellste Rennrunde                                             |
| sonstige | *                  | nicht im Ziel, aufgrund der zurückgelegten Distanz aber gewertet |
| sonstige | ()                 | Streichresultate                                                 |
| sonstige | unterstrichen      | Führender in der Gesamtwertung                                   |

### Le-Mans-Ergebnisse
| Jahr | Team                 | Fahrzeug              | Teamkollege   | Platzierung            | Ausfallgrund                |
| ---- | -------------------- | --------------------- | ------------- | ---------------------- | --------------------------- |
| 1951 | Briggs Cunningham    | Cunningham C2-R       | Phil Walters  | nicht klassiert        |                             |
| 1952 | Briggs Cunningham    | Cunningham C4-R       | George Rice   | Ausfall                | Motorschaden                |
| 1953 | Briggs Cunningham    | Cunningham C5-R       | Phil Walters  | Rang 3 und Klassensieg |                             |
| 1954 | Briggs Cunningham    | Ferrari 375MM         | Phil Walters  | Ausfall                | Getriebeschaden             |
| 1955 | Daimler-Benz A.G.    | Mercedes-Benz 300 SLR | Pierre Levegh | Ausfall                | tödlicher Unfall von Levegh |
| 1960 | Briggs S. Cunningham | Chevrolet Corvette    | Bob Grossman  | Rang 8 und Klassensieg |                             |

### Sebring-Ergebnisse
| Jahr | Team                            | Fahrzeug                   | Teamkollege       | Teamkollege  | Platzierung             | Ausfallgrund     |
| ---- | ------------------------------- | -------------------------- | ----------------- | ------------ | ----------------------- | ---------------- |
| 1953 | Briggs Cunningham               | Cunningham C4-R            | Phil Walters      |              | Gesamtsieg              |                  |
| 1954 | Briggs Cunningham               | Ferrari 375MM              | Phil Walters      |              | Ausfall                 | Motorschaden     |
| 1956 | Raceway Enterprises             | Chevrolet Corvette Spezial | Walt Hansgen      |              | Rang 9 und Klassensieg  |                  |
| 1957 | Lindsay Hopkins                 | Chevrolet Corvette SS      | Piero Taruffi     |              | Ausfall                 | Aufhängung       |
| 1958 | Harry Kuller                    | Ferrari 250TR              | Ed Hugus          |              | Ausfall                 | Motorschaden     |
| 1959 | Porsche Auto Company            | Porsche 718 RSK            | Edgar Barth       |              | Rang 5                  |                  |
| 1960 | Jaguar Distributors of New York | Chevrolet Corvette         | Briggs Cunningham |              | Ausfall                 | Unfall           |
| 1961 | Momo Corporation                | Maserati Tipo 61           | Dick Thompson     |              | Ausfall                 | Kraftübertragung |
| 1962 | Briggs Cunningham               | Jaguar E-Type              | Briggs Cunningham |              | Rang 14 und Klassensieg |                  |
| 1963 | Briggs Cunningham               | Jaguar E-Type              | Briggs Cunningham |              | Ausfall                 | Kupplungsschaden |
| 1965 | Briggs Cunningham               | Porsche 904 GTS            | Briggs Cunningham | Bill Bencker | Rang 20                 |                  |
| 1966 | Briggs Cunningham               | Porsche 904 GTS            | Briggs Cunningham | Dave Jordan  | Ausfall                 | Ventilschaden    |

### Einzelergebnisse in der Sportwagen-Weltmeisterschaft
| Saison | Team                                              | Rennwagen                                           | 1   | 2   | 3   | 4   | 5   | 6   | 7   | 8   | 9   | 10  | 11  | 12  | 13  | 14  | 15  | 16  | 17  | 18  | 19  | 20  | 21  | 22  |
| ------ | ------------------------------------------------- | --------------------------------------------------- | --- | --- | --- | --- | --- | --- | --- | --- | --- | --- | --- | --- | --- | --- | --- | --- | --- | --- | --- | --- | --- | --- |
| 1953   | Briggs Cunningham                                 | Cunningham C4-R Cunningham C5-R Chrysler New Yorker | SEB | MIM | LEM | SPA | NÜR | RTT | CAP |     |     |     |     |     |     |     |     |     |     |     |     |     |     |     |
| 1953   | Briggs Cunningham                                 | Cunningham C4-R Cunningham C5-R Chrysler New Yorker | 1   |     | 3   |     |     |     | DNF |     |     |     |     |     |     |     |     |     |     |     |     |     |     |     |
| 1954   | Briggs Cunningham                                 | Ferrari 375MM                                       | BUA | SEB | MIM | LEM | RTT | CAP |     |     |     |     |     |     |     |     |     |     |     |     |     |     |     |     |
| 1954   | Briggs Cunningham                                 | Ferrari 375MM                                       |     | DNF |     | DNF |     |     |     |     |     |     |     |     |     |     |     |     |     |     |     |     |     |     |
| 1955   | Daimler-Benz AG                                   | Mercedes-Benz 300 SL Mercedes-Benz 300 SLR          | BUA | SEB | MIM | LEM | RTT | TAR |     |     |     |     |     |     |     |     |     |     |     |     |     |     |     |     |
| 1955   | Daimler-Benz AG                                   | Mercedes-Benz 300 SL Mercedes-Benz 300 SLR          |     |     | 5   | DNF | 1   | 4   |     |     |     |     |     |     |     |     |     |     |     |     |     |     |     |     |
| 1956   | Raceway Enterprises                               | Chevrolet Corvette Spezial                          | BUA | SEB | MIM | NÜR | KRI |     |     |     |     |     |     |     |     |     |     |     |     |     |     |     |     |     |
| 1956   | Raceway Enterprises                               | Chevrolet Corvette Spezial                          | 9   |     |     |     |     |     |     |     |     |     |     |     |     |     |     |     |     |     |     |     |     |     |
| 1957   | Lindsay Hopkins                                   | Chevrolet Corvette SS                               | BUA | SEB | MIM | NÜR | LEM | KRI | CAR |     |     |     |     |     |     |     |     |     |     |     |     |     |     |     |
| 1957   | Lindsay Hopkins                                   | Chevrolet Corvette SS                               | DNF |     |     |     |     |     |     |     |     |     |     |     |     |     |     |     |     |     |     |     |     |     |
| 1958   | Harry Kuller                                      | Ferrari 250TR                                       | BUA | SEB | TAR | NÜR | LEM | RTT |     |     |     |     |     |     |     |     |     |     |     |     |     |     |     |     |
| 1958   | Harry Kuller                                      | Ferrari 250TR                                       | DNF |     |     |     |     |     |     |     |     |     |     |     |     |     |     |     |     |     |     |     |     |     |
| 1959   | Porsche Auto Company                              | Porsche 718 RSK                                     | SEB | TAR | NÜR | LEM | RTT |     |     |     |     |     |     |     |     |     |     |     |     |     |     |     |     |     |
| 1959   | Porsche Auto Company                              | Porsche 718 RSK                                     | 5   |     |     |     |     |     |     |     |     |     |     |     |     |     |     |     |     |     |     |     |     |     |
| 1960   | Jaguar Distributors of New York Briggs Cunningham | Chevrolet Corvette                                  | BUA | SEB | TAR | NÜR | LEM |     |     |     |     |     |     |     |     |     |     |     |     |     |     |     |     |     |
| 1960   | Jaguar Distributors of New York Briggs Cunningham | Chevrolet Corvette                                  |     | DNF |     |     | 8   |     |     |     |     |     |     |     |     |     |     |     |     |     |     |     |     |     |
| 1961   | Momo Corporation                                  | Maserati Tipo 61                                    | SEB | TAR | NÜR | LEM | PES |     |     |     |     |     |     |     |     |     |     |     |     |     |     |     |     |     |
| 1961   | Momo Corporation                                  | Maserati Tipo 61                                    | DNF |     |     |     |     |     |     |     |     |     |     |     |     |     |     |     |     |     |     |     |     |     |
| 1962   | Briggs Cunningham                                 | Jaguar E-Type                                       | DAY | SEB | SEB | MAI | TAR | BER | NÜR | LEM | TAV | CCA | RTT | NÜR | BRI | BRI | PAR |     |     |     |     |     |     |     |
| 1962   | Briggs Cunningham                                 | Jaguar E-Type                                       | 14  |     |     |     |     |     |     |     |     |     |     |     |     |     |     |     |     |     |     |     |     |     |
| 1963   | Briggs Cunningham                                 | Jaguar E-Type                                       | DAY | SEB | SEB | TAR | SPA | MAI | NÜR | CON | ROS | LEM | MON | WIS | TAV | FRE | CCE | RTT | OVI | NÜR | MON | MON | TDF | BRI |
| 1963   | Briggs Cunningham                                 | Jaguar E-Type                                       | DNF |     |     |     |     |     |     |     |     |     |     |     |     |     |     |     |     |     |     |     |     |     |
| 1965   | Briggs Cunningham                                 | Porsche 904                                         | DAY | SEB | BOL | MON | MON | RTT | TAR | SPA | NÜR | MUG | ROS | LEM | REI | BOZ | FRE | CCE | OVI | NÜR | BRI | BRI |     |     |
| 1965   | Briggs Cunningham                                 | Porsche 904                                         | 20  |     |     |     |     |     |     |     |     |     |     |     |     |     |     |     |     |     |     |     |     |     |
| 1966   | Briggs Cunningham                                 | Porsche 904                                         | DAY | SEB | MON | TAR | SPA | NÜR | LEM | MUG | CCE | HOK | SIM | NÜR | ZEL |     |     |     |     |     |     |     |     |     |
| 1966   | Briggs Cunningham                                 | Porsche 904                                         | DNF |     |     |     |     |     |     |     |     |     |     |     |     |     |     |     |     |     |     |     |     |     |